# Luna 2
Luna 2 (rusky Луна-2, známá též jako Lunik 2) byla sovětská sonda, součást Programu Luna, která 13. září 1959 úspěšně dopadla do východní části oblasti Mare Imbrium na Měsíci. Sonda byla technicky vybavena například kamerami, scintilačními detektory, detektory ionizujícího záření, magnetometry a mikrometeoritní detektory. Byla to první sonda, která dopadla na Měsíc a první člověkem vyrobený objekt, který dosáhl jiného nebeského tělesa.

## Popis sondy
Váha sondy byla 390,2 kg, průměr těla měřil něco přes metr a konstrukčně se Luna 2 příliš nelišila od své předchůdkyně Luny 1. Patřila do sond první generace (spolu s Luna 1 a Luna 3). Kulovitá sonda se dvěma rozdělenými hemisférami byla na jedné straně vybavená systémem antén pro přenos rádiového signálu a na druhé polokouli (té směrem k Měsíci) se nacházely kamery, které měly snímat detaily měsíčního povrchu. Vybavení sondy dále obsahovalo Geigerův počítač pro zjišťování radiace, magnetometr, zařízení na detekci mikrometeoritů atd.
Na sondě byl umístěn kulovitý emblém, který byl složen ze 72 kusů pětiúhelníků se státním znakem SSSR a s nápisem SSSR – září 1959.
Zajímavá byla příprava sondy pro let i pozdější dopad. Spolu s posledním stupněm rakety byly všechny díly i přístroje rakety sterilizovány, aby se na Měsíc nedostala žádná forma pozemského života.

## Průběh letu
Sonda Luna 2 startovala 12. září 1959 z kosmodromu Bajkonur. Po startu a nabrání únikové rychlosti se Luna 2 oddělila od třetího stupně raketového nosiče, který podobně jako sonda měl dopadnout na povrch Měsíce. Po 33,5 hodinách letu ustal radiový signál přicházející ze sondy a sonda se úspěšně zaryla do měsíčního povrchu rychlostí 3,3 km/s. Místo dopadu bylo západně od Mare Serenitatis, v oblasti Mare Imbrium (Moře dešťů) 13. září 1959 ve 21.02:24 středoevropského času, nedaleko kráterů Archimedes, Aristillus a Autolycus. Za třicet minut od dopadu sondy dopadla na povrch i třetí část raketového nosiče.

## Experimenty
Během letu k Měsíci proběhl pokus na hledání plynu ve volném prostoru. Ve vzdálenosti 140 000 km od Země bylo vypuštěno 10 kg sodíku. Vzniklý oranžový oblak byl pozorován i v Československu. Dalo se tak pozorovat, jak se sodný plyn chová ve vakuu a nulové gravitaci.
Luna 2 měřila intenzitu magnetického pole a radiačních pásů Země a Měsíce, složení a intenzitu kosmického záření a složení plynové složky meziplanetární hmoty. Zkoumala těžká jádra v kosmickém prostoru, mikrometeority a hustotu atmosféry Měsíce. Všechny tyto údaje předávala až do svého dopadu na měsíční povrch řídícímu středisku.
Sonda během svého pádu odvysílala snímky přibližující se měsíční krajiny, dále sonda neobjevila žádné magnetické pole Měsíce a ani žádné radiační pásy jako u Země. Přímo také měřila sluneční vítr. Luna 2 také ukázala časové změny v elektronovém toku a energetickém spektru Van Allenových pásů.

## Plán na využití k dopravě jaderné bomby
Podle Antonína Vítka, experta na astronautiku Akademie věd České republiky, zvažoval Sovětský svaz, že by Luna 2 dopravila na povrch Měsíce nukleární nálož, která měla vybuchnout. Sovětský svaz chtěl takto demonstrovat svou vojenskou sílu, ale nakonec od záměru upustil z obavy, že v případě havárie nosné rakety a jejího dopadu mimo území SSSR by se nálož mohla dostat do nepovolaných rukou. Odpálení atomové bomby na Měsíci v té době zvažovali také Američané.